# Vuurtoren van Lowestoft
De vuurtoren van Lowestoft (Lowestoft Lighthouse) staat ten noorden van het centrum van Lowestoft, een stad gelegen in het Engelse graafschap Suffolk. De vuurtoren dient als oriëntatiepunt voor de scheepvaart op het gedeelte van de Noordzee langs de Engelse oostkust. Hij bevindt zich in de nabijheid van Ness Point, het oostelijkste punt van het Verenigd Koninkrijk en is daarmee de oostelijkste vuurtoren van het land.

## Kenmerken en uitrusting
Het bouwwerk bestaat uit een ronde witte stenen toren met een hoogte van 16 meter. Rondom het lichthuis bevindt zich een galerij. De toren genereert een witte lichtflits om de 15 seconden. Hiervoor wordt een catadioptrische lens gebruikt van de 4de orde met een brandpuntsafstand van 250 mm. Dit licht bevindt zich 37 meter boven het gemiddelde zeeniveau. De lichtstraal heeft een intensiteit van 380 000 candela en is zichtbaar tot op een afstand van 23 zeemijl. Een tweedelige woning voor vuurtorenwachters werd aan de toren aangebouwd. De installatie wordt beheerd vanuit het Planning Centre van Trinity House in Harwich in Essex. Deze vennootschap beheert navigatiemiddelen in Engeland, Wales en Gibraltar.

## Geschiedenis

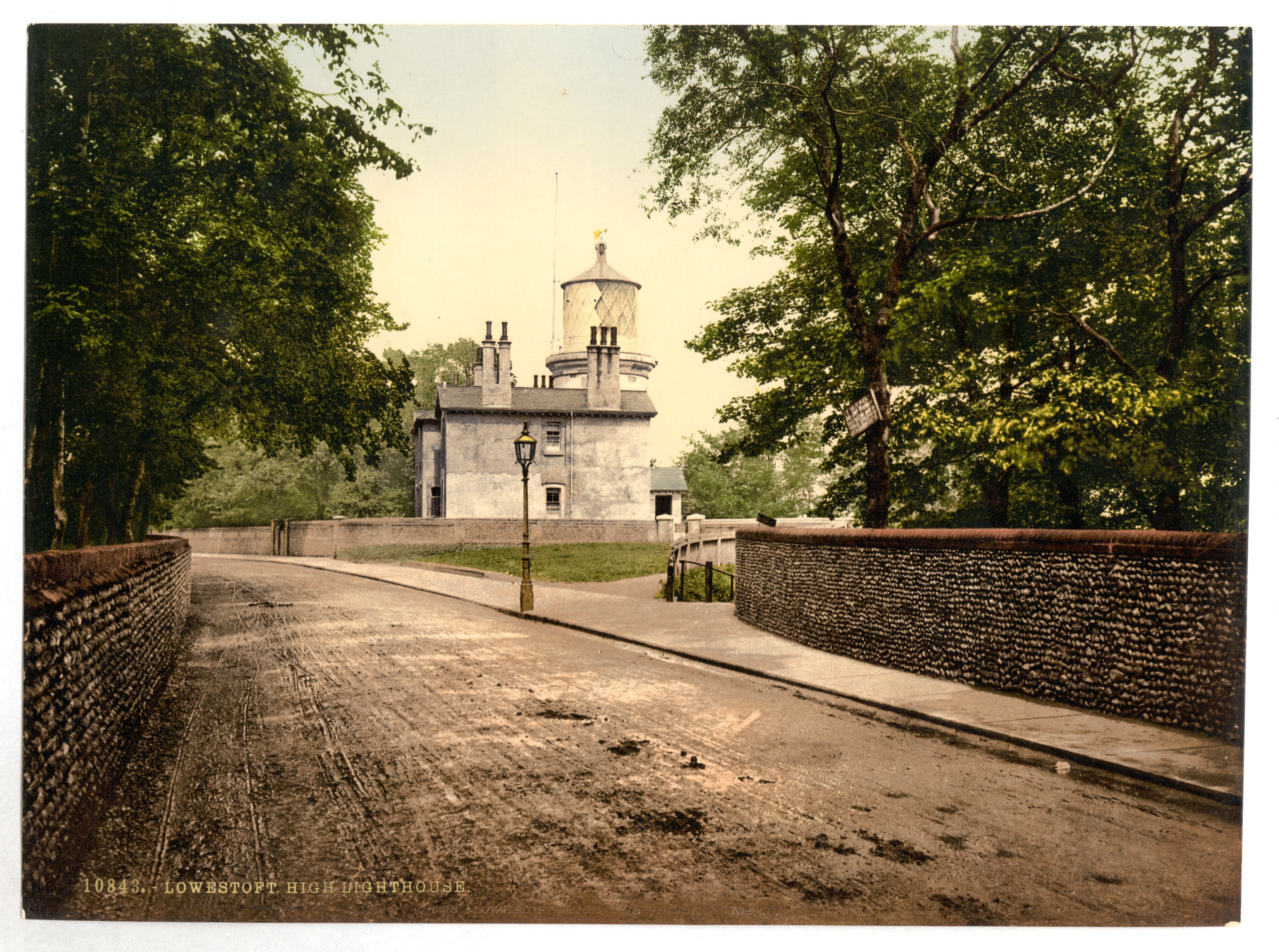
De vuurtoren van Lowestoft tussen 1890 en 1900.

### Oprichten van een lichtlijn
In 1609 liet Trinity House twee houten vuurtorens bouwen in Lowestoft op verzoek van de koopvaardij, want het bevaren van route langs de Engelse oostkust met zijn zandbanken en ondiepten had geregeld het verlies van schepen en ladingen tot gevolg. De twee torens, die de allereerste constructies van Trinity House waren, vormden samen een lichtlijn. Wanneer het licht van hoge toren (high light) op een lijn stond met het lage licht (low light), wisten de scheepslui dat ze de veilige route door het toenmalige Stamford Channel volgden. De torens werden verlicht door middel van talgkaarsen.

### Verhogen van de zichtbaarheid
Omdat ook schepen die verder uit de kust voeren gebruik begonnen te maken van het achterste hooggelegen licht werden de beide vuurtorens eerst in 1628 en nadien nogmaals in 1676 herbouwd. Tijdens deze laatste verbouwing werd een nieuw hoog licht op een klip geplaatst. Het was opgetrokken uit steen en kostte £ 300. Omdat het ver op zee zichtbaar moest zijn werd de lichtsterkte verhoogd. Hiervoor werden de kaarsen vervangen door een kolenvuur.

### Een nieuw lagergelegen licht
Toen in 1706 door de kusterosie het lagergelegen licht niet meer kon worden gebruikt, kwamen de schippers in moeilijkheden die 's nachts het Stamford Channel probeerden op te varen. Trinity House voorzag in 1730 in een nieuw laag licht. Deze toren was verplaatsbaar, zodat zijn positie kon aangepast worden aan de kusterosie en de stroomveranderingen in het kanaal. De lichtbron bestond uit een olielamp met open vlam die werd gevoed met walvisolie.

### Experiment met reflectors
In 1777 installeerde Trinity House een grote cilinder waarop 4 000 spiegeltjes aangebracht waren. Rond deze cilinder werden 126 olielampen in een cirkel opgesteld. Het geheel werd beschermd door een glazen lichthuis. Door de reflectie van de lampen in de spiegels werd het licht bekend onder de naam spangle light (glitterlicht).
Omdat deze opstelling in 1796 achterhaald was door de snelle evolutie van optische systemen voor vuurtorens werd ze vervangen door paraboolreflectoren waar een zilverlaagje op aangebracht was. Voor deze spiegels werden Argandse lampen gemonteerd. De kostprijs van het geheel bedroeg £ 1 300.

### De huidige toren
De huidige toren dateert van 1874 en kostte £ 2 350. Hij werd opgetrokken omdat de oude het gewicht van de nieuwe optiek niet kon dragen. Oorspronkelijk was het de bedoeling om de nieuwe toren met elektrisch licht uit te rusten, maar toen het bleek dat het gebruik van paraffineolie als brandstof veel doelmatiger was, werd er voor deze laatste optie gekozen. Bij zijn indienstelling zorgde de roterende lens in de toren om de halve minuut voor een lichtflits.
Rond 1920 was het Stamford Channel verdwenen en in 1923 werd het lage licht, dat nu geen enkele functie maar had, uitgeschakeld. Het vroegere hoge licht bleef bestaan in de vorm van de huidige toren, waarvan het licht in 1936 van gas naar elektriciteit omgeschakeld werd. De toren werd geautomatiseerd in 1975 en gemoderniseerd in 1997.

## Mogelijke buitendienstelling
In 2005 maakte Trinity House bekend dat onder meer de vuurtorens van Lowestoft en het nabijgelegen Southwold zouden worden uitgeschakeld. Deze aankondiging gebeurde na raadpleging van vertegenwoordigers van de lokale scheepvaart, die de vuurtorens overbodig vonden vanwege het toenemende gebruik van satellietnavigatiesystemen.
In 2009 kwam Trinity House terug op deze beslissing met de mededeling dat gps-systemen en navigatiemiddelen op basis van radio nog onvoldoende bedrijfszekerheid boden om beide vuurtorens te vervangen en dat ze nog voor een aanzienlijke periode actief zouden blijven.

## Gebouw van historisch belang
De vuurtoren en de bijhorende woningen van de wachters, het North Cottage en South Cottage, werden op 13 december 1949 ingeschreven op de zogenaamde Statutory List of Buildings of Special Architectural or Historic Interest. Deze lijst bevat gebouwen en monumenten met een bijzondere architecturale of historisch waarde. Het complex staat geregistreerd als een grade II listed building, een gebouw van speciaal belang dat in zijn huidige toestand moet bewaard blijven.